# O
O bzw. o (gesprochen: [ʔoː]) ist der 14. Buchstabe des klassischen und der 15. Buchstabe des modernen lateinischen Alphabets. Er ist ein Vokal. Der Buchstabe O hat in deutschen Texten eine durchschnittliche Häufigkeit von 2,51 %. Er ist damit der 15.-häufigste Buchstabe in deutschen Texten und somit der seltenste Vokal.

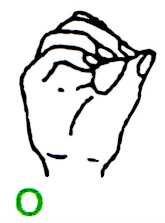
Buchstabe O im Fingeralphabet

Das Fingeralphabet für Gehörlose bzw. Schwerhörige stellt den Buchstaben O dar, indem der Daumen mit den restlichen Fingern einen geschlossenen Kreis bilden.

## Herkunft
| Auge (protosinaitisch) | Phönizisches 'Ayin | Griechisches Omikron | Griechisches Omega | Etruskisches O | Lateinisches O |
| Auge (protosinaitisch) | Phönizisches 'Ayin | Griechisches Omikron | Griechisches Omega | Etruskisches O | Lateinisches O |

In der protosinaitischen Schrift ist der Buchstabe das Symbol für ein Auge. Mit der Zeit veränderte sich die Pupille in einen Strich und ist später ganz verschwunden; bereits im phönizischen Alphabet wurde aus dem Augen-Symbol ein Kreis. Bei den Phöniziern erhielt der Buchstabe den Namen 'Ayin (Auge). Der Lautwert des Buchstabens bei den Phöniziern war der stimmhafte pharyngale Frikativ [ʕ], ein Konsonant, der im Deutschen nicht vorkommt.
Die Griechen verwendeten diesen Lautwert ebenfalls nicht und übernahmen das 'Ayin anstelle dessen als Buchstaben für den Vokal /o/. Ursprünglich gab es im Griechischen nur ein Symbol für O, das direkt vom 'Ayin abgeleitet war, dieses Symbol stand sowohl für [o] als auch [oː]. In der Ionischen Variante der griechischen Schrift wurde später für [oː] ein neuer Buchstabe eingeführt, der eine Modifikation des ursprünglichen O war. Das ursprüngliche O bekam den Namen Omikron (kleines O) und behielt seine Stellung im Alphabet, der lange O-Laut den Namen Omega (großes O) und wurde am Ende des griechischen Alphabets eingefügt.
Die Etrusker übernahmen nur den ursprünglichen Buchstaben für O, ebenso die Römer. In beiden Alphabeten behielt es sein Aussehen und den Lautwert [o] bei.

## Aussprache
Im Deutschen wird das O für zwei Laute verwendet: 
- Das lange, geschlossene O (gerundeter halbgeschlossener Hinterzungenvokal; /o:/ wie in „Wohl“) und
- das kurze, offene O (gerundeter halboffener Hinterzungenvokal; /ɔ/ wie in „Wolle“).

In Fremdwörtern kann das geschlossene o auch kurz sein („Modell“ [o]) und das offene auch lang („Wallstreet“ [ɔ:]).
In anderen Sprachen steht das O gewöhnlich für dieselben Laute bzw. einen davon. Eine Ausnahme bildet das Englische, in dem es je nach Kontext und Dialekt auch als [ɒ] („fox“, britisch), [ɑ] („fox“, amerikanisch) oder [ʌ] („son“) ausgesprochen wird.

## Zitat
„AVENTIN […] lehrt es ‚rotundi oris spiritu‘ und ebenso ICKELSAMER […] ‚mit dem athem eines runden gescheubelten munds‘ aussprechen“